# 紛失状
紛失状（ふんしつじょう）は、古代・中世日本において火災や盗難によって権利文書を紛失した場合、紛失した事実とその理由を述べて紛失文書の効力を否定するとともに、紛失文書と同じ効力を引き継ぐことを目的として新たに作成した文書。

## 概要
紛失者が紛失日時と理由、旧文書の無効と当該文書の発行を求める原文書を作成し、朝廷（国司・京職・検非違使庁・記録所）や荘園領主（本家・領家・寺領の場合には三綱）などその土地の支配者に申請し、その原文書に証判を加えた後に返却を受けることで、初めて紛失状として旧文書（正文）と同じ効力を生じた。室町時代になると、代わって守護や惣村（もしくはその長老）が証判を加えることにある。また、案文を用いて原文書を作成したり、証判者が原文に直接証判するのではなく別途文書（証判安堵状）を作成する場合もある。
律令制の時代に動産・建物・文書が火災や盗難によって失われた際に、その旨の通報を受けた郡司や刀禰などが作成した紛失日記と呼ばれる記録が原形であったとされ、後に土地の私的権利の要素が強まると、権利者に文書の形で証明するようになった。
紛失状が成立した平安時代には「謹解申請在地証判事（つつしんでげしもうしこうざいちしょうはんのこと）」で始まるのような解の様式であるが、中世に入ると「立申紛失状事（たちもうすふんしつじょうのこと）」で始まるような申状の様式が一般的となる。